# جريدة لسان العرب
جريدة لسان العرب (1918-1919)، صحيفة يومية سياسية صدرت في دمشق خلال عهد الملك فيصل الأول وكان رئيس تحريرها الصحفي خير الدين الزركلي.
صدر العدد الأول من جريدة لسان العرب في دمشق يوم 15 تشرين الأول 1918، بعد أسبوعين فقط من مبايعة الأمير فيصل بن الحسين حاكماً عربياً على المدينة في إثر سقوط الحكم العثماني في بلاد الشام. كان رئيس التحرير خير الدين الزركلي صحفياً معروفاً في سورية، ارتبط اسمه بجريدة أسبوعية صدرت في دمشق في العهد العثماني تُدعى «ألأصمعي» ولكنها لم تستمر طويلاً. صدرت جريدة لسان العرب بصفحتين من القطع المتوسط ثم تحولت إلى أربع صفحات، نظراً لإقبال المعلنين وازدياد اشتراكات القُراء. توقفت يوم 25 كانون الثاني 1919 عندما تخلّى عنها خير الدين الزركلي لكي يتفرغ للعمل على جريدة جديدة، تدعى «المفيد.»